# Almighty Voice
Jacob Martin Jamieson lub Almighty Voice (ur. 19 lutego 1873 w rezerwacie Cattaraugus, zm. 15 sierpnia 1960 w Coldspring) – kanadyjski zawodnik, uprawiający lacrosse, który na Letnich Igrzyskach Olimpijskich 1904 w Saint Louis wraz z kolegami z reprezentacji zdobył brązowy medal w grze drużynowej.
W turnieju wzięły udział trzy zespoły klubowe z Kanady i Stanów Zjednoczonych. Almighty Voice reprezentował klub Mohawk Indians.